# 발해삼채
발해삼채(渤海三彩)는 발해에서 세 종류의 유약을 배합해 만든 도자기이다.
1988년 7월, 중국 지린성 허룽현 북대발해 고분에서는 완전한 형태의 발해삼채인 발해삼채병과 종지가 발견되었다.